# フルヘンシア・ロメイ
フルヘンシア・ロメイ (Fulgencia Romay、1944年1月16日 - )は、キューバの陸上競技選手。1968年メキシコシティーオリンピックの銀メダリストである。

## 経歴
ロメイは、1968年メキシコオリンピックの100mと200mに出場し、ともに予選で敗退したが、ロメイとヴィオレッタ・ケサダ、ミゲリーナ・コビアン、マルレネ・エレハルデとともに出場した4×100mリレーでは銀メダルを獲得。このとき獲得したメダルは、キューバの女性選手としてオリンピックで初めてのメダルであった。
4年後の1972年ミュンヘンオリンピックでもロメイは4×100mリレーに出場。ロメイとエレハルデ、カルメン・バルデス、シルビア・キバスのメンバーで挑み、西ドイツ、東ドイツに次いで銅メダルとなった。

## 主な実績
| 年   | 大会                   | 場所                     | 種目         | 結果 | 記録    |
| ---- | ---------------------- | ------------------------ | ------------ | ---- | ------- |
| 1968 | オリンピック           | メキシコシティ(メキシコ) | 4×100mリレー | 2位  | 43.3秒  |
| 1971 | パンアメリカンゲームズ | カリ(コロンビア)         | 200m         | 2位  | 23.70秒 |
| 1972 | オリンピック           | ミュンヘン(西ドイツ)     | 4×100mリレー | 3位  | 43.36秒 |